# Rhinolophus fumigatus
Rhinolophus fumigatus là một loài động vật có vú trong họ Dơi lá mũi, bộ Dơi. Loài này được Rüppell mô tả năm 1842.